# Saint-Rome-de-Dolan
Saint-Rome-de-Dolan era un comune francese di 86 abitanti situato nel dipartimento della Lozère nella regione dell'Occitania. Dal 2017 fa parte del nuovo comune di Massegros Causses Gorges.

## Storia

### Simboli
Lo stemma è stato adottato nel giugno del 2002.

## Società

### Evoluzione demografica
Abitanti censiti